# 陳蓉纕
陳蓉纕（？—？），云南省石屏县人，清朝政治人物。同进士出身。
陳蓉纕曾任敎授。雍正五年（1727年）丁未科中进士。于1742年接替熊会琰任华亭县知县一职，1743年由郭冈接任。